# هديب الحاج حمود
المحامي هديب الحاج حمود هو سياسي عراقي وزعيم قبلي من عشيرة الحميدات ولد في 7 آب 1919 في قرية ايشان التي حملت اسمه لاحقا في قضاء الشامية في لواء الديوانية، وتوفي في آذار 2012. استلم زعامة قبيلة الحميدات بعد وفاة والده عام 1936.
كان عبد الكريم قاسم معلمه في المدرسة الابتدائية في الشامية، ثم أكمل الابتدائية والمتوسطة في النجف والإعدادية في الثانوية المركزية ببغداد، دخل كلية الحقوق في بغداد وتخرج منها عام 1941، وكان إلى جانب وزير العدل مصطفى علي الوحديدين في حكومة عبد الكريم قاسم يحملان شهادة في القانون.
له من الأخوة مجيد ومحمد وموجد وكانوا من أعضاء الحزب الشيوعي العراقي، بينما كان هو منتميا إلى الحزب الوطني الديمقراطي، وقد انتمى للحزب عند تأسيسه في نيسان 1946.
رفض عرض الأمير عبد الإله بن علي شغل منصب رفض قبول عضوية مجلس النواب أو الأعيان، حيث شارك في الانتخابات البرلمانية عام 1954 لكنها ألغيت لاحقا.

## العهد الجمهوري
شغل منصب وزير الزراعة بعد قيام ثورة 14 تموز 1958، وذلك وكيل وزير الداخلية ثم شغل منصب وزير التربية والتعليم ابتداء من 30 أيلول 1958 خلفا للدكتور جابر عمر. شغل منصب وزير المعارف (أو التربية والتعليم) الزعيم الركن محيي الدين عبد الحميد في 10 شباط 1959.
أعفي من منصب وزير الزراعة في 5 كانون الثاني 1960 بناء على طلبه وأسندت الوزارة بالوكالة إلى الزعيم الركن عبد الوهاب الأمين وزير الشؤون الاجتماعية.
كان ضمن لجنة وزارية تشكلت للتعاون مع الجمهورية العربية المتحدة ومؤلفة من محمد صديق شنشل ومحمد حديد وإبراهيم كبة وهديب الحاج حمود وأحمد محمد يحيى لوضع برامج للسياسة العربية لكنها فشلت في إقرار صيغة موحدة فيما يتعلق بمسألة الاتحاد بين العراق والجمهورية العربية المتحدة.

## وفاته
توفي في الأسبوع الثاني من شهر آذار 2012.

## كتب عنه
- هديب الحاج حمود ودوره السياسي، بحث ماجستير مقدم إلى كلية التربية في جامعة القادسية، د. زينب شاكر سلمان عام 2006[10]
- كتاب هديب الحاج حمود ودوره السياسي 1946-1963، د. زينب شاكر سلمان الميالي (إطروحة دكتوراه مقدمة إلى جامعة بغداد)